# Lapptuss
Lapptuss (Tortula systylia) är en bladmossart som beskrevs av Lindberg 1879. Lapptuss ingår i släktet tussmossor, och familjen Pottiaceae. Enligt den finländska rödlistan är arten nationellt utdöd i Finland. Enligt den svenska rödlistan är arten nära hotad i Sverige. Arten förekommer i Nedre Norrland och Övre Norrland. Artens livsmiljö är fjällklippor, block- och stenmarker. Inga underarter finns listade i Catalogue of Life.